# Verbandsgemeinde Flechtingen
In de Verbandsgemeinde Flechtingen, gelegen in de Landkreis Börde, werken zeven gemeenten gezamenlijk aan de afwikkeling van hun gemeentelijke taken.

## Deelnemende gemeenten
- Altenhausen (1.041)
- Beendorf (872)
- Bülstringen (893)
- Calvörde (3.381)
- Erxleben (2.805)
- Flechtingen * (2.819)
- Ingersleben (1.339)

Tot 1 januari 2014 nam de toenmalige gemeente Süplingen deel in de verbandsgemeinde.